# Дітер Генген
Дітер Генген (нім. Dieter Hengen; 19 жовтня 1922, Вюрцбург — ?) — німецький офіцер-підводник, оберлейтенант-цур-зее крігсмаріне.

## Біографія
23 вересня 1940 року вступив на флот. 27 вересня 1941 року переданий в розпорядення 2-ї флотилії. З 4 жовтня 1941 по 3 липня 1942 року пройшов практику вахтового офіцера на підводному човні U-109, на якому взяв участь у трьох походах, під час яких були потоплені 6 кораблів загальною водотоннажністю 39 195 тонн і пошкоджений 1 корабель (6548 тонн). З 5 липня 1942 по березень 1943 року пройшов курс підводника. З 29 березня 1943 року — 2-й, з листопада 1943 року — 1-й вахтовий офіцер на U-255, на якому взяв участь у п'яти походах; під час третього походу був потоплений корабель (300 тонн), під час четвертого — есмінець (1200 тонн). В липні 1944 року пройшов курс позиціонування (радіовимірювання), з 16 липня по 31 серпня — курс командира човна, після чого був переданий в розпорядження 16-ї роти підводного озброєння 22-ї флотилії. В грудні 1944 року направлений на будівництво U-2364. З 14 лютого 1945 року — командир U-2364. В квітні 1945 року переданий в розпорядження 4-ї флотилії. 8 травня 1945 року взятий в полон британськими військами.

## Звання
- Кандидат в офіцери (23 вересня 1940)
- Морський кадет (1 лютого 1941)
- Фенріх-цур-зее (1 серпня 1941)
- Оберфенріх-цур-зее (1 липня 1942)
- Лейтенант-цур-зее (1 квітня 1943)
- Оберлейтенант-цур-зее (1 жовтня 1944)

## Нагороди
- Нагрудний знак підводника (24 лютого 1942)
- Залізний хрест
  - 2-го класу (20 вересня 1943)
  - 1-го класу (червень 1944)